# Mexiko-Stadt ePrix 2017
Der Mexiko-Stadt ePrix 2017 (offiziell: 2017 FIA Formula E Mexico City ePrix) fand am 1. April auf dem Autódromo Hermanos Rodríguez in Mexiko-Stadt statt und war das vierte Rennen der FIA-Formel-E-Meisterschaft 2016/17. Es handelte sich um den zweiten Mexiko-Stadt ePrix.

## Bericht

### Hintergrund
Nach dem Buenos Aires ePrix führte Sébastien Buemi in der Fahrerwertung mit 29 Punkten vor Lucas di Grassi und mit 31 Punkten vor Nicolas Prost. In der Teamwertung hatte Renault e.dams 51 Punkte Vorsprung auf ABT Schaeffler Audi Sport und 74 Punkte Vorsprung auf Mahindra Racing.
Es gab im Vergleich zum Vorjahr zwei Änderungen an der Strecke, die enge Links-rechts-Schikane nach der Start-Ziel-Geraden wurde durch eine Rechtskurve ersetzt, außerdem wurde die  letzte Schikane deutlich verengt, damit die Fahrer hier weniger abkürzen. Die Streckenlänge vergrößerte sich dadurch um einen Meter auf 2093 Meter.
Vor dem Rennen gab es einen Fahrerwechsel bei Techeetah, der bislang punktelose Ma Qinghua wird für den Rest der Saison durch Esteban Gutiérrez ersetzt.
Mit Jérôme D’Ambrosio trat ein ehemaliger Sieger zu dem Rennen an.
Vor dem Rennen gab Venturi bekannt, bei dem Rennen ein modifiziertes Getriebe am Venturi VM200-FE-02 zu verwenden. Da Getriebewechsel während der Saison verboten sind, wurden beide Fahrer im Rennen um zehn Startplätze nach hinten versetzt.
Daniel Abt, Buemi und di Grassi erhielten einen sogenannten FanBoost, sie durften die Leistung ihres zweiten Fahrzeugs einmal auf bis zu 200 kW erhöhen und so bis zu 100 Kilojoule Energie zusätzlich verwenden. Buemi und di Grassi erhielten den vierten FanBoost im vierten Saisonrennen und den jeweils elften in der FIA-Formel-E-Meisterschaft, für Abt war es der dritte FanBoost in Folge. Erstmals erhielten die gleichen Fahrer in drei aufeinanderfolgenden Rennen den FanBoost.

### Training
Im ersten freien Training fuhr Buemi in 1:02,222 Minuten die Bestzeit vor Loïc Duval und D’Ambrosio.
Auch im zweiten freien Training fuhr Buemi mit einer Rundenzeit von 1:02,164 Minuten die schnellste Zeit vor di Grassi und Jean-Éric Vergne.

### Qualifying
Das Qualifying begann um 12:00 Uhr und fand in vier Gruppen zu je fünf Fahrern statt, jede Gruppe hatte sechs Minuten Zeit, in der die Piloten maximal eine gezeitete Runde mit einer Leistung 170 kW und anschließend maximal eine gezeitete Runde mit einer Leistung von 200 kW fahren durften. Das Qualifying musste nach einem Unfall von Duval unterbrochen werden, der sich daher nicht für das Rennen qualifizierte. Oliver Turvey war mit einer Rundenzeit von 1:02,712 Minuten Schnellster.
Die fünf schnellsten Fahrer fuhren anschließend im Superpole genannten Einzelzeitfahren die ersten fünf Positionen aus. Abt sicherte sich mit einer Rundenzeit von 1:02,711 Minuten die Pole-Position und damit drei Punkte. Die weiteren Positionen belegten Turvey, Maro Engel, José María López und Vergne. Bei der technischen Abnahme nach dem Qualifying wurde bei Abt ein zu niedriger Reifendruck festgestellt, daher wurden seine Zeiten gestrichen. Das gleiche widerfuhr auch D’Ambrosio.

### Rennen
Das Rennen ging über 45 Runden.
Beim Start blieben die Positionen an der Spitze unverändert. Di Grassi kam in Kurve eins leicht von der Strecke ab und verlor mehrere Positionen. Beim Anbremsen der folgenden Schikane fuhr Stéphane Sarrazin auf di Grassi auf, beide fuhren zunächst mit ihren beschädigten Fahrzeugen weiter. Auch Nicolas Prost fuhr auf Engel auf und beschädigte dabei seinen Frontflügel.
Wegen der vielen Trümmerteile schickte die Rennleitung das Safety Car auf die Strecke. Di Grassi nutzte diese, um seinen Heckflügel wechseln zu lassen, Sarrazin ließ seinen defekten Frontflügel austauschen. Beide fielen an das Ende des Feldes zurück. Prost bekam die Spiegelei-Flagge gezeigt und ließ eine Runde später den Frontflügel wechseln. Seine Boxencrew arbeitete deutlich schneller, so dass er nur auf Rang 14 zurückfiel. Turvey führte vor López, Heidfeld, Vergne, Sam Bird, Rosenqvist, Buemi, Carroll, Mitch Evans und Gutiérrez.
Am Ende der vierten Runde wurde das Rennen wieder freigegeben. Die Positionen blieben zunächst unverändert, in der sechsten Runde überholte Buemi dann Rosenqvist. Vergne attackierte Heidfeld, der den Angriff jedoch abwehrte.
In der zwölften Runde wurde Turvey langsamer und blieb dann ganz stehen. Es versuchte, das Fahrzeug neuzustarten, dies gelang ihm aber nicht. Prost griff in der 16. Runde Robin Frijns an, der den Angriff abwehren konnte. Abt nutze die Situation und überholte Prost unmittelbar danach. Kurz darauf stieg Turvey aus seinem Wagen aus, erneut wurde das Safety Car auf die Strecke geschickt, um den Wagen bergen zu können. D’Ambrosio nutzte die Gelegenheit zum Fahrzeugwechsel, er schloss anschließend wieder auf das Feld auf. Eine Runde später fuhr auch di Grassi zum Fahrzeugwechsel, er fiel auf den letzten Platz zurück und schloss wieder auf das Feld auf.
Am Ende der 18. Runde erfolgte die erneute Freigabe des Rennens. António Félix da Costa überholte in Runde 20 Engel, der kurz darauf auch Evans passieren lassen musste. In der 23. Runde überholte di Grassi D’Ambrosio. Eine Runde später fuhren Vergne, Carroll, Nelson Piquet jr. und Gutiérrez zum Fahrzeugwechsel an die Box, die Mindestzeit für den Fahrzeugwechsel betrug 60 Sekunden. In Runde 25 wechselten dann López, Heidfeld, Bird, Buemi, Rosenqvist, Félix da Costa, Evans, Engel, Frijns und Abt ihr Fahrzeug, Duval stellte seinen Wagen mit einem technischen Defekt auf der Strecke ab. Mit Prost wechselte der letzte Pilot in Runde 26 das Fahrzeug. Di Grassi führte rund drei Sekunden vor D’Ambrosio, weitere 30 Sekunden dahinter folgten López, Vergne, Bird, Félix da Costa, Heidfeld, Rosenqvist, Frijns und Buemi. Erneut kam das Safety Car auf die Strecke, damit der Wagen von Duval geborgen werden konnte. Infolgedessen lag das gesamte Feld anschließend wieder innerhalb von rund acht Sekunden, wobei di Grassi und D’Ambrosio an der Spitze wegen ihres frühen Fahrzeugwechsels über rund 30 Prozent weniger Restenergie als alle anderen Piloten verfügten.
Am Ende von Runde 30 wurde das Rennen wieder freigegeben. Félix da Costa und Frijns erhielten Durchfahrtstrafen, weil sie die Mindestzeit beim Boxenstopp unterschritten hatten. Di Grassi setzte sich an der Spitze ab, D’Ambrosio gelang es, López hinter sich zu halten. Vergne griff López an, es kam zu einer leichten Berührung der Fahrzeuge. Félix da Costa wurde deutlich langsamer und gab das Rennen mit einem technischen Problem auf. In Runde 35 griff López bei der Anfahrt von Kurve eins auf der Außenseite an, dabei verbremste er sich und drehte sich. Buemi nutzte seinen FanBoost, um Rosenqvist an der gleichen Stelle anzugreifen, auch er drehte sich dabei und fiel ans Ende des Feldes zurück. Da er keine Chance mehr sah, die Punkteränge noch zu erreichen, ließ er sich zurückfallen, um die schnellste Runde zu fahren und somit wenigstens noch einen Punkt zu erhalten.
D’Ambrosio erhielt von seinen Mechanikern die Anweisung, noch mehr Energie zu sparen, da diese bei unveränderter Fahrweise nicht bis zum Rennende reichen werde. Hinter ihm fuhren Vergne, Bird, Heidfeld, Rosenqvist, Evans, Prost und Carroll unmittelbar hintereinander. Vergne griff D’Ambrosio mehrfach an, der die Angriffe jedes Mal abwehrte. Rosenqvist griff Heidfeld an, der sich ebenfalls verteidigte, so dass Evans und Prost an ihm vorbeigingen. Prost überholte kurz darauf auch Evans.
In Runde 43 überholte Vergne D’Ambrosio und setzte sich schnell von ihm ab. Bird versuchte ebenfalls, D’Ambrosio zu überholen, kam jedoch nicht vorbei. Dahinter griff Prost Heidfeld an, es kam zu einer Kollision. Heidfeld drehte sich und wurde zunächst von Evans und dann von Rosenqvist getroffen. Rosenqvist fiel mit gebrochener Radaufhängung aus, Evans und Heidfeld konnten mit ihren beschädigten Fahrzeugen weiterfahren. Nach dem Rennen sprach Renault.edams in einer Pressemitteilung davon, dass Prost dem Unfall zwischen Heidfeld und Rosenqvist ausweichen konnte, was Heidfeld dazu bewog, die Pressemitteilung auf Twitter in Anlehnung an Alternative Fakten als Alternative Wahrheit zu bezeichnen.
In der letzten Runde ging D’Ambrosio die Energie aus, er konnte nur in langsamer Fahrt das Ziel erreichen und fiel auf Rang 13 zurück.
Di Grassi gewann vor Vergne und Bird. Es war der fünfte Sieg von di Grassi in der FIA-Formel-E-Meisterschaft, davon der erste in dieser Saison. Vergne und Bird erzielten die jeweils zweite Podiumsplatzierung der Saison. Die restlichen Punkteplatzierungen belegten Evans, Prost, López, Abt, Carroll, Piquet und Gutiérrez. Es waren die ersten Punkte für Evans, Carroll und das Jaguar-Team sowie für Gutiérrez. Der Punkt für die schnellste Rennrunde ging an Buemi, der somit beim 20. ePrix in Folge mindestens einen Punkt erzielte.
Die ersten drei Platzierungen in der Fahrerwertung blieben unverändert, in der Teamwertung übernahm DS Virgin den dritten Platz von Mahindra.

## Meldeliste
Alle Teams und Fahrer verwendeten Reifen von Michelin.
| Team                            | Fahrzeug            | Nr. | Fahrer                 |
| ------------------------------- | ------------------- | --- | ---------------------- |
| Renault e.dams                  | Renault Z.E.16      | 08  | Nicolas Prost          |
| Renault e.dams                  | Renault Z.E.16      | 09  | Sébastien Buemi        |
| ABT Schaeffler Audi Sport       | ABT Schaeffler FE02 | 11  | Lucas di Grassi        |
| ABT Schaeffler Audi Sport       | ABT Schaeffler FE02 | 66  | Daniel Abt             |
| DS Virgin Racing Formula E Team | Virgin DSV-02       | 02  | Sam Bird               |
| DS Virgin Racing Formula E Team | Virgin DSV-02       | 37  | José María López       |
| Faraday Future Dragon Racing    | Penske 701-EV       | 06  | Loïc Duval             |
| Faraday Future Dragon Racing    | Penske 701-EV       | 07  | Jérôme D’Ambrosio      |
| Mahindra Racing Formula E Team  | Mahindra M3ELECTRO  | 19  | Felix Rosenqvist       |
| Mahindra Racing Formula E Team  | Mahindra M3ELECTRO  | 23  | Nick Heidfeld          |
| Venturi Formula E Team          | Venturi VM200-FE-02 | 04  | Stéphane Sarrazin      |
| Venturi Formula E Team          | Venturi VM200-FE-02 | 05  | Maro Engel             |
| Andretti Formula E              | Andretti ATEC-02    | 27  | Robin Frijns           |
| Andretti Formula E              | Andretti ATEC-02    | 28  | António Félix da Costa |
| Techeetah                       | Renault Z.E.16      | 25  | Jean-Éric Vergne       |
| Techeetah                       | Renault Z.E.16      | 33  | Esteban Gutiérrez      |
| NextEV NIO                      | NextEV 700R         | 03  | Nelson Piquet jr.      |
| NextEV NIO                      | NextEV 700R         | 88  | Oliver Turvey          |
| Panasonic Jaguar Racing         | Jaguar I-Type 1     | 20  | Mitch Evans            |
| Panasonic Jaguar Racing         | Jaguar I-Type 1     | 47  | Adam Carroll           |

## Klassifikationen

### Qualifying
| Pos.                                                                   | Fahrer                 | Team                            | Zeit     | Superpole | Start |
| ---------------------------------------------------------------------- | ---------------------- | ------------------------------- | -------- | --------- | ----- |
| 01                                                                     | Oliver Turvey          | NextEV NIO                      | 1:02,712 | 1:02,863  | 01    |
| 02                                                                     | Maro Engel             | Venturi Formula E Team          | 1:02,974 | 1:03,045  | 12    |
| 03                                                                     | José María López       | DS Virgin Racing Formula E Team | 1:02,831 | 1:03,072  | 02    |
| 04                                                                     | Jean-Éric Vergne       | Techeetah                       | 1:02,983 | 1:03,202  | 03    |
| 05                                                                     | Nick Heidfeld          | Mahindra Racing Formula E Team  | 1:03,022 | –         | 04    |
| 06                                                                     | Sam Bird               | DS Virgin Racing Formula E Team | 1:03,099 | –         | 05    |
| 07                                                                     | António Félix da Costa | Andretti Formula E              | 1:03,363 | –         | 06    |
| 08                                                                     | Sébastien Buemi        | Renault e.dams                  | 1:03,402 | –         | 07    |
| 09                                                                     | Felix Rosenqvist       | Mahindra Racing Formula E Team  | 1:03,425 | –         | 08    |
| 10                                                                     | Stéphane Sarrazin      | Venturi Formula E Team          | 1:03,491 | –         | 17    |
| 11                                                                     | Esteban Gutiérrez      | Techeetah                       | 1:03,509 | –         | 09    |
| 12                                                                     | Adam Carroll           | Panasonic Jaguar Racing         | 1:03,553 | –         | 10    |
| 13                                                                     | Mitch Evans            | Panasonic Jaguar Racing         | 1:03,563 | –         | 11    |
| 14                                                                     | Nicolas Prost          | Renault e.dams                  | 1:03,589 | –         | 13    |
| 15                                                                     | Robin Frijns           | Andretti Formula E              | 1:03,688 | –         | 14    |
| 16                                                                     | Lucas di Grassi        | ABT Schaeffler Audi Sport       | 1:03,690 | –         | 15    |
| 17                                                                     | Nelson Piquet jr.      | NextEV NIO                      | 1:04,082 | –         | 16    |
| 110-Prozent-Zeit: 1:08,938 min (bezogen auf Bestzeit von 1:02,712 min) |                        |                                 |          |           |       |
| DSQ                                                                    | Daniel Abt             | ABT Schaeffler Audi Sport       | 1:02,765 | 1:02,711  | 18    |
| DSQ                                                                    | Jérôme D’Ambrosio      | Faraday Future Dragon Racing    | 1:03,366 | –         | 19    |
| –                                                                      | Loïc Duval             | Faraday Future Dragon Racing    | 1:11,575 | –         | 20    |

Anmerkungen
1. ↑  Engel wurde wegen eines Getriebewechsels um zehn Startplätze nach hinten versetzt.
2. ↑  Sarrazin wurde wegen eines Getriebewechsels um zehn Startplätze nach hinten versetzt.
3. ↑  Die Qualifying-Zeiten von Abt wurden wegen zu niedrigen Reifendrucks gestrichen.
4. ↑  Die Qualifying-Zeiten von D’Ambrosio wurden wegen zu niedrigen Reifendrucks gestrichen.
5. ↑  Obwohl er sich nicht qualifiziert hatte, wurde Duval erlaubt zu starten, da er im freien Training ausreichend schnell gewesen war.

### Rennen
| Pos. | Fahrer                 | Team                            | Runden | Zeit       | Start | Schnellste Runde |
| ---- | ---------------------- | ------------------------------- | ------ | ---------- | ----- | ---------------- |
| 01   | Lucas di Grassi        | ABT Schaeffler Audi Sport       | 45     | 56:27,335  | 15    | 1:04,360 (40.)   |
| 02   | Jean-Éric Vergne       | Techeetah                       | 45     | + 1,966    | 03    | 1:03,334 (26.)   |
| 03   | Sam Bird               | DS Virgin Racing Formula E Team | 45     | + 7,480    | 05    | 1:03,599 (27.)   |
| 04   | Mitch Evans            | Panasonic Jaguar Racing         | 45     | + 9,770    | 11    | 1:04,250 (36.)   |
| 05   | Nicolas Prost          | Renault e.dams                  | 45     | + 9,956    | 13    | 1:04,112 (34.)   |
| 06   | José María López       | DS Virgin Racing Formula E Team | 45     | + 10,631   | 02    | 1:03,735 (21.)   |
| 07   | Daniel Abt             | ABT Schaeffler Audi Sport       | 45     | + 11,694   | 18    | 1:04,108 (39.)   |
| 08   | Adam Carroll           | Panasonic Jaguar Racing         | 45     | + 13,722   | 10    | 1:04,479 (39.)   |
| 09   | Nelson Piquet jr.      | NextEV NIO                      | 45     | + 14,156   | 16    | 1:04,096 (32.)   |
| 10   | Esteban Gutiérrez      | Techeetah                       | 45     | + 15,717   | 09    | 1:40,276 (20.)   |
| 11   | Robin Frijns           | Andretti Formula E              | 45     | + 21,459   | 14    | 1:03,787 (27.)   |
| 12   | Nick Heidfeld          | Mahindra Racing Formula E Team  | 45     | + 27,232   | 04    | 1:03,864 (27.)   |
| 13   | Sébastien Buemi        | Renault e.dams                  | 45     | + 1:01,365 | 07    | 1:03,102 (40.)   |
| 14   | Jérôme D’Ambrosio      | Faraday Future Dragon Racing    | 45     | + 1:09,646 | 19    | 1:04,476 (10.)   |
| 15   | Stéphane Sarrazin      | Venturi Formula E Team          | 44     | + 1 Runde  | 17    | 1:03,384 (40.)   |
| 16   | Felix Rosenqvist       | Mahindra Racing Formula E Team  | 43     | DNF        | 08    | 1:04,021 (36.)   |
| —    | Maro Engel             | Venturi Formula E Team          | 38     | DNF        | 12    | 1:04,172 (22.)   |
| —    | António Félix da Costa | Andretti Formula E              | 32     | DNF        | 06    | 1:03,972 (27.)   |
| —    | Loïc Duval             | Faraday Future Dragon Racing    | 25     | DNF        | 20    | 1:04,152 (14.)   |
| —    | Oliver Turvey          | NextEV NIO                      | 12     | DNF        | 01    | 1:04,636 (10.)   |

Anmerkungen
1. ↑  Bird erhielt nachträglich eine Zwei-Sekunden-Zeitstrafe wegen einer Unsafe Release.
2. ↑  D’Ambrosio erhielt nachträglich eine Durchfahrtstrafe, die in eine 37-Sekunden-Zeitstrafe umgewandelt wurde, da er eine Schikane ausgelassen hatte und ohne anzuhalten auf die Strecke zurückgefahren war.

## Meisterschaftsstände nach dem Rennen
Die ersten zehn des Rennens bekamen 25, 18, 15, 12, 10, 8, 6, 4, 2 bzw. 1 Punkt(e). Zusätzlich gab es drei Punkte für die Pole-Position und einen Punkt für die schnellste Rennrunde.

### Fahrerwertung
| Pos. | Fahrer            | Team                            | Punkte |
| ---- | ----------------- | ------------------------------- | ------ |
| 01   | Sébastien Buemi   | Renault e.dams                  | 76     |
| 02   | Lucas di Grassi   | ABT Schaeffler Audi Sport       | 71     |
| 03   | Nicolas Prost     | Renault e.dams                  | 46     |
| 04   | Jean-Éric Vergne  | Techeetah                       | 40     |
| 05   | Sam Bird          | DS Virgin Racing Formula E Team | 33     |
| 06   | Felix Rosenqvist  | Mahindra Racing Formula E Team  | 20     |
| 07   | Daniel Abt        | ABT Schaeffler Audi Sport       | 20     |
| 08   | Nick Heidfeld     | Mahindra Racing Formula E Team  | 17     |
| 09   | Nelson Piquet jr. | NextEV NIO                      | 15     |
| 10   | Oliver Turvey     | NextEV NIO                      | 15     |
| 11   | Mitch Evans       | Panasonic Jaguar Racing         | 12     |

| Pos. | Fahrer                 | Team                            | Punkte |
| ---- | ---------------------- | ------------------------------- | ------ |
| 12   | António Félix da Costa | Andretti Formula E              | 10     |
| 13   | José María López       | DS Virgin Racing Formula E Team | 10     |
| 14   | Jérôme D’Ambrosio      | Faraday Future Dragon Racing    | 10     |
| 15   | Loïc Duval             | Faraday Future Dragon Racing    | 9      |
| 16   | Robin Frijns           | Andretti Formula E              | 8      |
| 17   | Adam Carroll           | Panasonic Jaguar Racing         | 4      |
| 18   | Maro Engel             | Venturi Formula E Team          | 2      |
| 19   | Stéphane Sarrazin      | Venturi Formula E Team          | 1      |
| 20   | Esteban Gutiérrez      | Techeetah                       | 1      |
| 21   | Qinghua Ma             | Techeetah                       | 0      |

### Teamwertung
| Pos. | Team                            | Punkte |
| ---- | ------------------------------- | ------ |
| 01   | Renault e.dams                  | 122    |
| 02   | ABT Schaeffler Audi Sport       | 91     |
| 03   | DS Virgin Racing Formula E Team | 43     |
| 04   | Techeetah                       | 41     |
| 05   | Mahindra Racing Formula E Team  | 37     |

| Pos. | Team                         | Punkte |
| ---- | ---------------------------- | ------ |
| 06   | NextEV NIO                   | 30     |
| 07   | Faraday Future Dragon Racing | 19     |
| 08   | Andretti Formula E           | 18     |
| 09   | Panasonic Jaguar Racing      | 16     |
| 10   | Venturi Formula E Team       | 3      |